# المذهب الطبيعي (أدب)
الطبعانية أو الطبيعوية أو المذهب الطبيعي أو مذهب الطبيعة مذهب في الفن والأدب نشأ في فرنسا عام 1880 وتميز بالنزوع إلى تطبيق مبادئ العلوم الطبيعية وأساليبها، وبخاصة النظرة الداروينية إلى الطبيعة، على الأدب والفن. يعتبر إميل زولا مؤسس هذا المذهب، وقد أكّد في «الرواية التجريبية» le Roman experimental (عام 1880) التي تعدُّ البيان الأدبي لهذا المذهب، على أن الروائي ينبغي أن لا يبقى مجرّد مراقب يكتفي بتسجيل الظواهر، بل أن يكون «مجرّباً» يخضع شخصياته وأهواءها لسلسة من الاختبارات ويعالج الوقائع العاطفية والاجتماعية كما يعالج الكيميائي المادة. ويطلق مصطلح «الطبيعانية» أيضاً على كل مذهب ينكر أن يكون للحادثة أو للشيء معنى خارق للطبيعة، وبخاصة على المذهب القائل بأن جميع الحقائق الدينية مستمدة من الطبيعة ومن العلل الطبيعية لا من الوحي السماوي.

## اقرأ أيضًا
- واقعية أدبية
- البوم الأمريكي اللاتيني